# Fuade II do Egito
Fuade II (16 de janeiro de 1952, nascido Príncipe Amade Fuade, Cairo; em árabe: فؤاد الثاني) foi o último rei do Egito e Sudão. Durante a revolução de 1952, seu pai, o rei Faruque, abdicou do trono, sendo sucedido pelo filho, que tinha menos de um ano de idade e por isso nunca foi formalmente coroado. Seu "reinado" durou até 18 de junho de 1953, ano da proclamação da República, quando sofreu um golpe de estado. Ele então foi obrigado a reunir-se com a família no exílio, na Suíça. Em 1976, casou-se com a francesa Dominique-France Loeb-Picard, com quem teve três filhos.

## Ligações externas

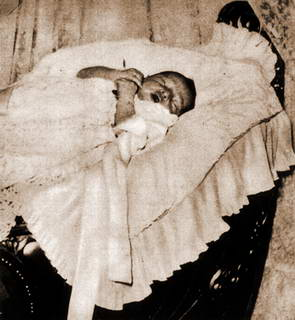
Foto tirada em 1952